# Dominique Dropsy
Dominique Dropsy (Leuze, 9 de Dezembro de 1951 - Bordéus, 7 de Outubro de 2015) foi um futebolista profissional francês, que disputou a copa de 1978.

## Carreira
Ao longo de sua carreira vitoriosa ganhou 3 títulos de Ligue 1 sendo de 1978/1979 com o RC Strasbourg o unico da história do clube, além de um bicampeonato com o Bordeaux em 1984/1985 e 1986/1987.
Ele competiu na Copa do Mundo FIFA de 1978, que ocorreu na Argentina, na qual a seleção de seu país terminou na 12º colocação dentre os 16 participantes.

## Falecimento
Morreu no dia 7 de Outubro de 2015 no hospital de Bordéus de uma leucemia.